# 邓国强
邓国强（？—？），云南普洱人，中华人民共和国政治人物。

## 生平
中共党员，1984年1月至1980年6月，担任中共沧源县委副书记。1980年6月至1987年1月，担任中共沧源县委书记。1987年1月，由袁光泽则接任。